# تولد دوباره (مسیحیت)
تولد دوباره عبارت از مفهومی در مسیحیت (مخصوصا در مسیحیت انجیلی) است، که معنای آن به صورت یافتن نوزایی معنوی یک روح انسانی از روح مقدس، و در تضاد با تولد جسمانی که هر کس تجربه‌اش می‌کند قرار می‌گیرد. منشأ این لفظ در عهد جدید است، که عیسی پاسخ داد: «یقین بدان تا شخص از نو تولّد نیابد نمی‌تواند پادشاهی خدا را ببیند.» در مسیحیت این لفظ با رستگاری مرتبط است.
جیمی کارتر نخستین رئیس‌جمهور آمریکا بود که علناً در کارزار ۱۹۸۰ خود اعلام کرد دوباره متولد شده‌است. طبق گزارش ۲۰۰۳ گالوپ، ۴۲ درصد آمریکایی‌ها اعلام کردند انجیلی یا متولد دوباره هستند. ۶۳ درصد از سیاهان آمریکا در مقابل ۳۹ درصد از سفیدپوستان خود را متولد دوباره می‌دانند.